# Sira (flod)
 For alternative betydninger, se Sira (flertydig). (Se også artikler, som begynder med Sira)
Sira er en flod i Agder fylke i Norge. Floden har har sine kilder på Sirdalsheiene i grænseområderne til Agder og Rogaland. Herfra løber den mod syd gennem Sirdalen, passerer gennem de to langstrakte søer Sirdalsvatnet og Lundevatnet, før den munder ud i fjorden Åna ved Åna-Sira, og derfra videre ud i Nordsøen.
Sira blev reguleret til kraftproduktion sammen med nabofloden Kvina ved Sira-Kvina-utbyggingen. I Siras afvandingsområde ligger kraftværkerne Duge, Tjørhom, Tonstad og Åna-Sira. Tonstad kraftværk er Norges største målt efter produktion, med en årsproduktion på 3.650 GWh.